# Lorica manica
La lorica manica, o più semplicemente manica, era un tipo di parabraccio di ferro o di bronzo, in genere costituito da quattordici segmenti (o placche) di metallo ricurvi e sovrapposti (dodici segmenti più stretti e due più larghi alle estremità); talvolta era realizzata con stoffa o cuoio strettamente fasciati attorno al braccio e provvisti di adeguata imbottitura.

## Storia

### Origini gladiatorie
La lorica manica svolgeva per il braccio la stessa funzione svolta dallo schiniere (ocrea) per la gamba, ovvero proteggere l'arto più esposto ai colpi del nemico, dunque quello che impugnava l'arma.
Le prime manicae erano piuttosto corte, arrivavano fino al gomito e ricordavano il caratteristico guanto da boxe greco-romano (il caestus, talvolta impiegato nei combattimenti gladiatorii o nel pancrazio). Nel periodo post-augusteo le manicae finirono per allungarsi fino all'ascella proteggendo l'intero arto, dalla spalla fino alla mano.
La manica si diffuse come parte dell'armatura di varie classi di gladiatori romani; veniva posizionata stabilmente sul braccio e fissata tramite fibbie e lacci al corpetto, se presente. Nel retiarius, il gladiatore con la rete e la fuscina ma che combatteva a torso nudo, la funzione protettiva svolta dalla manica era complementata dal galerus, un piccolo scudo fissato ad essa tramite due asole che si estendeva ben oltre la spalla del gladiatore.
In base ai materiali organici utilizzati, due diversi tipi di manicae sono stati ricostruiti da Markus Junkelmann, un archeologo tedesco, desumendoli dalle illustrazioni disponibili. Una delle due, pesante circa 1 kg, era costituita da cordoncini imbottiti di crini di cavallo, che venivano fissati attorno al braccio da numerose fasce di cuoio. La seconda era composta da ampie cinghie di cuoio fissate su una manica di cuoio morbido. Entrambe terminavano all'estremità inferiore con un guanto che lasciava liberi sia il pollice che la superficie interna della mano.

### Uso militare
Durante le guerre di Dacia le truppe romane, che fino ad allora non l'avevano adottata nella loro dotazione standard, ne ripresero l'uso dai gladiatori; la manica veniva indossata insieme alla lorica segmentata, provvista di maniche corte, quale protezione contro la temibile falce dacica, che poteva aggirare o trapassare da parte a parte lo scutum dei legionari romani. Il suo uso (insieme agli schinieri di metallo) viene così testimoniato nei numerosi bassorilievi che ricordano la campagna di Dacia, inclusi il Tropaeum Traiani ad Adamclisi (in Romania) e la Colonna Traiana a Roma.
Queste sculture sembrano suggerire che la lorica manica, così come la lorica segmentata, venisse data in dotazione solamente ai legionari in possesso della cittadinanza romana e non anche agli auxilia.

### I reperti archeologici
La campagna di Dacia è l'unica durante la quale abbiamo testimonianze dell'uso della lorica manica, che non sappiamo se sia stata molto o poco diffusa, ma è presumibile e comunemente accettato che sia stata utilizzata anche altrove.
Nessuna scoperta tra i reperti archeologici può peraltro essere identificata per certo come una lorica manica, sebbene si sia propensi a ritenere che alcuni pezzi di frammenti di corazza ritrovati in un deposito di reperti vicino a Newstead (la romana Trimontium), cittadina scozzese presso Melrose, nell'area amministrativa dello Scottish Borders, siano in effetti quelli di una manica.
Altre scoperte a Carlisle ed in Romania hanno fornito ulteriori testimonianze che la manica fosse impiegata presso l'esercito romano durante il I secolo, a prescindere dalle guerre di Dacia. Anche una scultura ad Alba Iulia, in Romania, offre un'evidenza secondaria dell'uso di manicae nel II – III secolo da parte dell'esercito.